# Атлетика на Летњим олимпијским играма 1904 — бацање диска за мушкарце
Такмичење у бацању диска за мушкарце, на Олимпијским играма 1904. у Сент Луису било је други пут на програму игра. Одржано је у суботу 3. септембра на стадиону Франсис филд. За такмичење се пријавило 6 бацача диска из две земље.

## Земље учеснице
- САД (5)
- Грчка {1}

## Рекорди пре почетка такмичења
2. септембар 1904.
| Најбољи резултат на свету | 43.21(*) | Marius Eynard | Француска | Париз, Француска | 2. мај 1903.   |
| Олимпијски рекорд         | 36,04    | Рудолф Бауер  | Мађарска  | Париз, Француска | 14. јули 1900. |

- = незванично

## Освајачи медаља
| Освајачи медаља  |           |                   |  |  |  |  |
|                  |           |                   |  |  |  |  |
|                  |           |                   |  |  |  |  |
|                  |           |                   |  |  |  |  |
| Мартин Шеридан ] | Ралф Роуз | Николас Јоргантас |  |  |  |  |

## Нови рекорди после завршетка такмичења
| Олимпијски рекорд | 39,28 | Ралф Роуз      | САД | Сент Луис, САД | 3. септембар 1904. |
| Олимпијски рекорд | 39,28 | Мартин Шеридан | САД | Сент Луис, САД | 3. септембар 1904. |

Шеридан и Роуз су завршили такмичење истим резултатом 39,28 метара и заједно су поставили нови олимпијски рекорд. Да би се одредио олимпијски победник морали су бацати по још једном, а победио је Шеридан.

## Резултати
| Место | Атлетичар               | Резултат | Напомена | Додатно бацање |
| ----- | ----------------------- | -------- | -------- | -------------- |
|       | Мартин Шеридан САД      | 39,28    | =ОР      | 38,97          |
|       | Ралф Роуз САД           | 39,28    | ОР       | 36,74          |
|       | Николас Јоргантас Грчка | 37,68    |          |                |
| 4     | Џон Фланаган САД        | 36,14    |          |                |
| 5     | Џон Билер САД           |          |          |                |
| 6     | Џејмс Мичел САД         |          |          |                |

## Укупни биланс медаља у бацању диска за мушкарце после 3. олимпијских игара 1896—1904.
|    | Земља           |   |   |   |   |
| -- | --------------- | - | - | - | - |
| 1. | САД             | 2 | 1 | 1 | 4 |
| 2. | Мађарска        | 1 | 0 | 0 | 1 |
| 3. | Краљевина Грчка | 0 | 1 | 2 | 2 |
| 4. | Бохемија        | 0 | 0 | 1 | 1 |
|    | Укупно {4}      | 3 | 3 | 3 | 9 |

|                                       | Атлетичар                             | Земља                                 |                                       |                                       |                                       |                                       |
| Није био вишеструких освајача медаља. | Није био вишеструких освајача медаља. | Није био вишеструких освајача медаља. | Није био вишеструких освајача медаља. | Није био вишеструких освајача медаља. | Није био вишеструких освајача медаља. | Није био вишеструких освајача медаља. |
| ------------------------------------- | ------------------------------------- | ------------------------------------- | ------------------------------------- | ------------------------------------- | ------------------------------------- | ------------------------------------- |